# Bronisław Trentowski

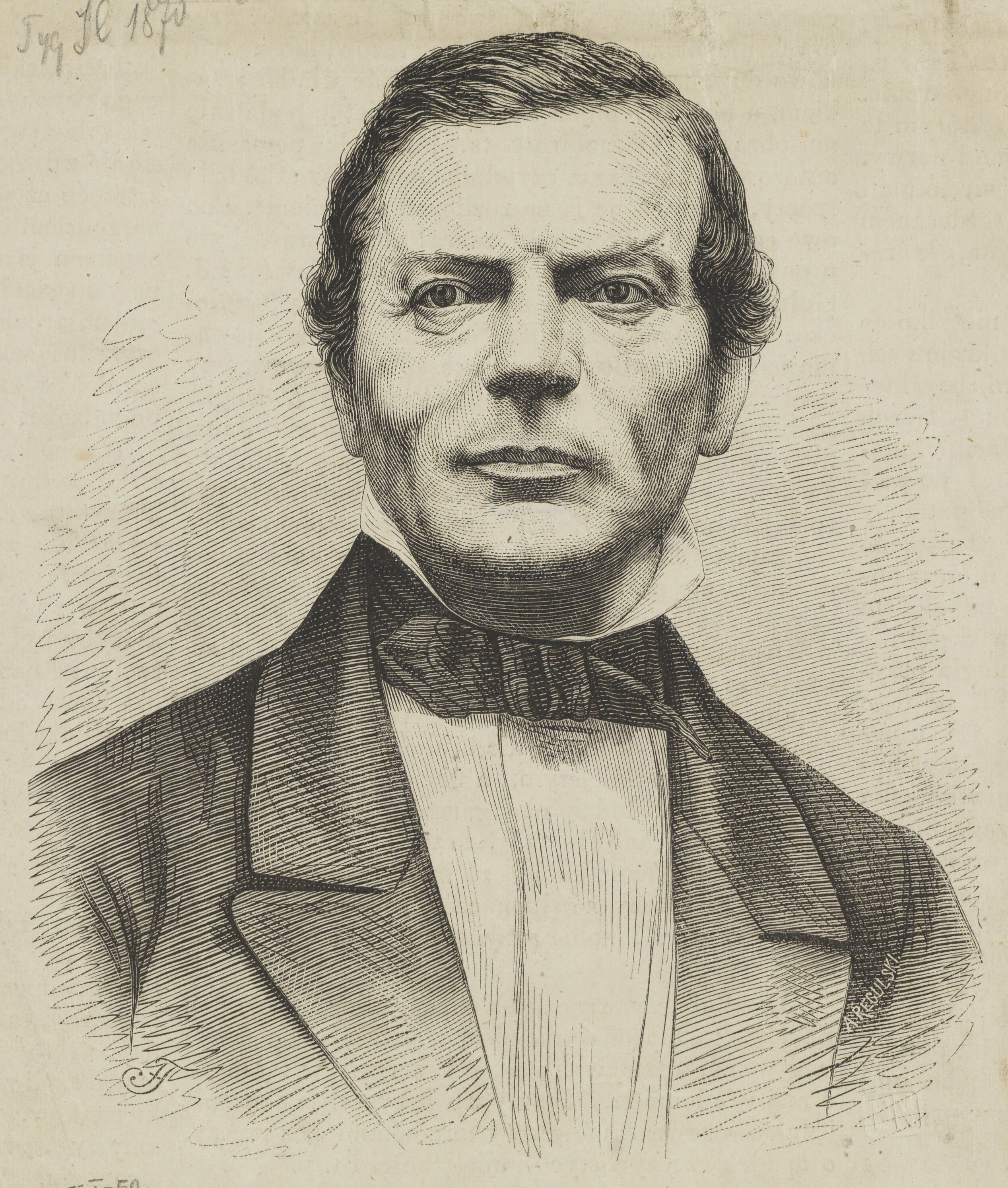
Bronisław Ferdynand Trentowski

Bronisław Ferdynand Trentowski, född 21 januari 1808 i Opole, död 16 juni 1869 i Freiburg im Breisgau, var en polsk filosof. 
Trentowski blev efter universitetsstudier i Warszawa lärare vid gymnasiet i Szczuczyn, men måste efter 1830 års revolution gå i landsflykt och studerade därefter vid flera tyska universitet, var 1836–40 privatdocent i filosofi vid Freiburgs universitet och idkade flitig filosofisk författarverksamhet på polska och tyska språken. 
Bland Trentowskis skrifter märks Grundlage der universellen Philosophie (1837), Vorstudien zur Wissenschaft der Natur (två band, 1840), System för uppfostran (på polska, två band, 1842), och de postumt utgivna Die Freimaurerei in ihrem Wesen und Unwesen (1873) och De mänskliga vetenskapernas panteon (på polska, tre band, 1873–81). Som filosof företrädde han en hegeliansk "absolut idealism".